# Reading (Kansas)
Reading is een plaats in Lyon County, Kansas, Verenigde Staten. In 2000 telde de plaats 247 inwoners op een oppervlakte van 0,5 km².

## Plaatsen in de nabije omgeving
De onderstaande figuur toont nabijgelegen plaatsen in een straal van 20 km rond Reading.